# Jac. J. Koeman
Jacobus Jan (Jac. J.) Koeman (Edam, 16 november 1889 - Bergen (Noord-Holland), 11 september 1978) was een Nederlands aquarellist, kunstschilder, tekenaar, beeldhouwer, keramist, boekbandontwerper, etser, lithograaf en boetseerder. 
Hij genoot een opleiding van één jaar aan de Kunstnijverheidsschool Quellinus in Amsterdam, volgde lessen bij Antoon Derkinderen, maar was vooral autodidact. In het Rijksmuseum in Amsterdam kopieerde hij veel oude meesters.
Hij werkte in Edam (Edam-Volendam), tussen 1920 en 1925 in Zaandam (Zaanstad) en in Parijs, Londen, Loosdrecht, Amsterdam, Blaricum en vanaf 1934 in Bergen (Noord-Holland). In zijn Zaanse periode gaf hij schilderlessen aan diverse latere kunstenaars.
Bij het publiek is hij vooral bekend door zijn albumplaatjes voor de Verkade-albums (dieren, planten, bloemen). Voor deze albums verzorgde hij ook de boekbanden. Verder maakte hij landschappen, waaronder winterlandschappen, stadsgezichten,stillevens, figuurvoorstellingen, naaktfiguren en portretten. Zijn vrije werk wordt gerekend tot de Bergense School.
Hij was lid van Kunstenaarsvereniging Sint Lucas in Amsterdam, de Vereeniging van Beeldende Kunstenaars Laren-Blaricum en het KunstenaarsCentrumBergen (KCB). In 1964 ontving hij de Zilveren Erepenning van de gemeente Bergen.
- Biografisch Portaal: 66156919
- Digitale Bibliotheek voor de Nederlandse Letteren: koem006
- Gemeinsame Normdatei: 1193523532
- International Standard Name Identifier: 0000 0003 8950 2471
- Nederlandse Thesaurus van Auteursnamen: 067816061
- RKD-Nederlands Instituut voor Kunstgeschiedenis: 119323
- Union List of Artist Names: 500542641
- Virtual International Authority File: 282898873
- WorldCat: E39PBJr7Q8DVF3B6FpJYYXDrMP